# Saku (singel)
Saku (jap. 朔-saku-) – singiel zespołu Dir En Grey wydany w 2004 roku. Dwa pierwsze utwory znajdują się również na albumie Withering to death.

## Lista utworów
Autorem tekstów jest Kyo.
1. Machiavellism (3:12)
2. Saku (朔-saku-) (2:58)
3. G.D.S. (7:46)